# Nedostatečně identifikovaný vlastník
Nedostatečně identifikovaný vlastník (NIV) je vlastník nemovitosti, u kterého v katastru nemovitostí zápis neumožňuje jeho dostatečnou identifikaci, nebo nemovitost nemá zapsaného žádného vlastníka (tj. není zapsána na žádný list vlastnictví).
Český úřad zeměměřický a katastrální (ČÚZK) vypracovává seznam nedostatečně identifikovaných vlastníků. Úřad pro zastupování státu ve věcech majetkových (ÚZSVM) uveřejnil dne 6. března 2014 výzvu a seznam přibližně 192 000 nemovitostí dle § 65 Katastrálního zákona, aby se neidentifikovaní vlastníci přihlásili k vlastnictví nemovitostí u místně příslušného pracoviště ÚZSVM. Průběžně prošetřuje tyto a další nemovitosti s nedostatečně identifikovanými vlastníky v katastru nemovitostí. Přednostně jsou šetřeny nemovitosti, jejichž nejasné vlastnictví brání obcím například při rozvoji veřejné infrastruktury. Klíčové je důkladné dohledávání informací z archivů, pozemkových knih, matrik nebo zemských desek, s pomocí nichž může ÚZSVM identifikovat osoby v seznamech.
Ke konci roku 2019 ÚZSVM evidoval zahájené šetření u 62 944 nemovitostí zapsaných v katastru nemovitostí na nedostatečně identifikované vlastníky, z toho 31 662 nemovitostí již prošetřil. Za rok 2019 bylo zahájeno šetření u 9 507 položek, vyřešeno bylo 5 133 nemovitostí. Nejčastějším výsledkem šetření bylo zjištění, že vlastník již nežije a byl dán podnět k zahájení dědického řízení (v 59 % případů).
ÚZSVM na svém webu dvakrát ročně aktualizuje seznam nedostatečně identifikovaných vlastníků. K 1. 2. 2020 seznam obsahoval 378 789 položek. Jednu položku může vlastnit více nedostatečně identifikovaných vlastníků, stejně tak jeden nedostatečně identifikovaný vlastník může vlastnit více nemovitostí. Při zohlednění této skutečnosti seznamy obsahují aktuálně údaje o 179 393 nemovitostech, z toho je 174 040 pozemků a 5 353 budov.
V seznamu je 137 371 nedostatečně identifikovaných osob (z toho jen 1 % právnických). Nemovitosti, u kterých není správně zapsaný vlastník, často komplikují obcím investice, neboť na těchto pozemcích nelze efektivně budovat nové inženýrské sítě, cyklostezky anebo veřejné vybavení. Neprokáže-li se vlastník takové nemovitosti nejpozději k 31. 12. 2023 (10 let od uveřejnění výše uvedeného seznamu), připadnou nedostatečně identifikované nemovitosti státu do příslušnosti hospodařit ÚZSVM z titulu vydržení vlastnického práva.
K 1. říjnu 2023 bylo v katastru nemovitostí zaneseno celkem 328 532 položek s nedostatečně identifikovaným nebo neznámým vlastníkem a dohromady 115 779 nedostatečně identifikovaných osob. Jednu nemovitost může spoluvlastnit více nedostatečně identifikovaných vlastníků a zároveň jeden takový vlastník může vlastnit několik různých nemovitostí. Reálně je to tedy 142 074 unikátních nemovitostí, jež mají nesprávně zapsaného vlastníka. Jedná se o 139 752 pozemků, především lesů, orné půdy a luk a 2 322 staveb. Pokud nedostatečně identifikovaný vlastník vlastník zemřel, lze zahájit dědické řízení s potomky nebo jinými dědici.  Seznamy a soupisy v tabulkách nejsou kvůli každoroční aktualizaci řazeny abecedně, nemovitosti nedostatečně identifikovaných vlastníků v katastru určité obce nebo města nejsou vždy řazeny za sebou. 

## Dohledávání vlastnictví
V roce 2023 došlo k zjednodušení dohledávání nedostatečně identifikovaných vlastníků nemovitostí, neboť jmenné seznamy a příslušné nemovitosti pravidelně zveřejňují na svých úředních deskách obce a města, pod různými názvy a v různé podobě. Nemovitost má nedostatečně identifikovaného vlastníka i pokud sice katastr obsahuje jeho jméno, ale zápis neumožňuje jeho dostatečnou identifikaci. 

Pokud je hledajícímu známo jméno, případně i datum narození osoby uvedené mezi nedostatečně identifikovanými vlastníky, je třeba předložit dokumenty, které to dokládají. Základem pro zápis vlastnictví do katastru nemovitostí jsou listiny, které musí předložit ten, kdo na vlastnictví vznáší nárok. Může se jednat o rodné listy, oddací listy, úmrtní listy,, rozhodnutí z dědických řízení a listiny týkající se nemovitostí  například kupní smlouvy, směnné smlouvy nebo výpisy z dřívějších pozemkových evidencí. Tyto doklady lze najít v matrikách na obecních nebo na městských úřadech nebo v archivech, které se nacházejí v bývalých okresních městech nebo v státních oblastních archivech.

## Projekt Česká země
Na usnadnění vyhledávání v seznamech nedostatečně identifikovaných vlastníků vznikl projekt a portál s mapou nazvaný Česká země. Lze v něm vyhledávat jednak dle obcí a jednak dle příjmení příbuzných, kteří mohli patřit mezi nedostatečně identifikované vlastníky. Oba druhy vyhledávání je možné kombinovat. 